# Polydora bioccipitalis
Polydora bioccipitalis är en ringmaskart som beskrevs av Blake och Woodwick 1971. Polydora bioccipitalis ingår i släktet Polydora och familjen Spionidae. Inga underarter finns listade i Catalogue of Life.